# الدوري الباراغواياني لكرة القدم 2003
الدوري الباراغواياني لكرة القدم 2003 (بالإسبانية: Campeonato Paraguayo de Fútbol 2003)‏ هو الموسم 93 من الدوري الباراغواياني لكرة القدم. كان عدد الأندية المشاركة فيه 10، وفاز فيه نادي ليبرتاد.